# ヒカリデユール
ヒカリデユール（発音はヒカリデュール）は日本の競走馬、種牡馬。1982年秋に地方競馬から中央競馬に移籍、同年の有馬記念に優勝するなど活躍し、1982年度優駿賞年度代表馬および最優秀5歳以上牡馬に選出された。東海公営の強豪と呼ばれた。

## 経歴

### 出自
母方の先祖を辿っていくと、5代目にオーストラリアから輸入された牝馬・バウアーストックに辿り着く。同馬は輸入時点で血統書が存在しておらず、サラブレッドであろうという推測の元にサラブレッド系種（サラ系）とされ、以降その子孫も同様の扱いを受けた。ヒカリデュールもそうした子孫の内の1頭である。

### 戦績

#### 地方競馬時代
大井競馬場でデビューすると短期間で出走を重ね、敗戦と勝利を繰り返しながら賞金を重ねていった。4歳時には南関東三冠競走で4、4、2着となり、5歳時には東海公営の重賞、東海桜花賞（中京競馬場）に勝利。また、この年の東海ゴールドカップでは出走すれば大本命と目されたヒカリデュールがレース当日に出走を取り消したことで1番人気に押されたダイサンフジタカの鞍上、井手上慎一騎手が笠松競馬場の周回を誤認する事件が起きた。
6歳時の1982年秋に中央競馬・栗東トレーニングセンターの須貝彦三厩舎へ移籍することになる。地方での通算成績は38戦7勝で重賞勝利は東海桜花賞のみと、圧倒的な実績を持っていたわけではなかった。しかし地方時代の関係者は、従前に中央へ移籍して重賞戦線で活躍していたカズシゲ（ダービー馬・ダイナガリバーの半兄）よりも通用すると評価していた。なお、本馬の勝った1981年の東海桜花賞は中京芝2000mで行われたもので、そのレースでカズシゲを下している

#### 中央競馬時代
中央初戦は鞍上に河内洋を迎え、朝日チャレンジカップに出走した。11頭立ての7番人気で挑んだこのレースでは、重馬場で行われた中で最後方からの差し切り勝ちを収め、移籍初戦での重賞制覇を果たす。以降、河内が主戦騎手を務めた。次走は天皇賞（秋）に出走し、5番人気ながらメジロティターンのレコードタイム優勝から1馬身半差の2着に入った。
続く国際招待競走のジャパンカップでは、来日した外国勢の顔触れが、日本の筆頭格が軒並み惨敗した前年第1回競走を遙かに凌ぐものとなり、日本からの出走馬は15頭中わずか5頭だった。その中で優勝馬ハーフアイストから0.3秒差、日本馬最先着の5着となった。年末の有馬記念ではアンバーシャダイ、メジロティターンに続く3番人気に支持される。しかしレースではスタート直後に他馬に挟まれる不利があり、後方2番手からの競馬となる。最後の直線に入った時点でもほぼ最後方の位置におり、手綱を取った河内自身も「これは駄目だ」と感じていた。しかしヒカリデュールはそこから一気の追い込みを始め、短い直線で抜け出したアンバーシャダイをゴール直前でアタマ差かわして優勝、八大競走制覇を果たした。この年の活躍が評価され、1982年の年度代表馬に選出される。地方出身馬の年度代表馬は オンスロート以来20年振り、サラ系出身馬としては史上初であった。
翌年も現役を続行し、平場オープン戦を3着、大阪杯1着の後、迎えた天皇賞（春）でも3番人気に推される。河内も「きっと期待に応えてくれるはず」と自信を持ってレースに臨んだ。しかしながら、2周目の向正面手前で故障を発生し競走中止。前第1指節複骨折で競走能力喪失と診断され、競走馬引退となった。

## 引退後
1984年から馬主の橋本善吉が所有するトヨサトスタリオンセンターで種牡馬となり、1987年には35頭と交配した。
1988年5月15日の新潟4歳未勝利戦でマイネトロイマーが1着となり産駒初勝利。引退繁殖入り後、デイリー杯3歳ステークス4着のオギストライカー（1994生、父・サッカーボーイ）を出した。
地方競馬では、1989年の栄冠賞を獲得したベストドリームが挙げられる。
サラ系というハンデもあって産駒成績に恵まれず、1992年に廃用。その後の行方については明らかになっていない。

## 血統表
| ヒカリデユールの血統（プリンスキロ系 / Pharos・Fairway5×4=9.36%） | ヒカリデユールの血統（プリンスキロ系 / Pharos・Fairway5×4=9.36%） | ヒカリデユールの血統（プリンスキロ系 / Pharos・Fairway5×4=9.36%） | （血統表の出典）                  | （血統表の出典） |
| 父 *デュール Duel 1961 黒鹿毛                                     | 父の父Round Table 1954 鹿毛                                       | Princequillo                                                      | Prince Rose                       | Prince Rose      |
| 父 *デュール Duel 1961 黒鹿毛                                     | 父の父Round Table 1954 鹿毛                                       | Princequillo                                                      | Cosquilla                         |                  |
| 父 *デュール Duel 1961 黒鹿毛                                     | 父の父Round Table 1954 鹿毛                                       | Knight's Daughter                                                 | Sir Cosmo                         | Sir Cosmo        |
| 父 *デュール Duel 1961 黒鹿毛                                     | 父の父Round Table 1954 鹿毛                                       | Knight's Daughter                                                 | Feola                             |                  |
| 父 *デュール Duel 1961 黒鹿毛                                     | 父の母Lea Moon 1955 黒鹿毛                                        | Nasrullah                                                         | Nearco                            | Nearco           |
| 父 *デュール Duel 1961 黒鹿毛                                     | 父の母Lea Moon 1955 黒鹿毛                                        | Nasrullah                                                         | Mumtaz Begum                      |                  |
| 父 *デュール Duel 1961 黒鹿毛                                     | 父の母Lea Moon 1955 黒鹿毛                                        | Lea Lark                                                          | Bull Lea                          | Bull Lea         |
| 父 *デュール Duel 1961 黒鹿毛                                     | 父の母Lea Moon 1955 黒鹿毛                                        | Lea Lark                                                          | Colosseum                         |                  |
| 母 （サラ系）アイテイグレース 1967 栃栗毛                         | 母の父*ゲイタイム Gay Time 1949 栗毛                              | Rockefella                                                        | Hyperion                          | Hyperion         |
| 母 （サラ系）アイテイグレース 1967 栃栗毛                         | 母の父*ゲイタイム Gay Time 1949 栗毛                              | Rockefella                                                        | Rockfel                           |                  |
| 母 （サラ系）アイテイグレース 1967 栃栗毛                         | 母の父*ゲイタイム Gay Time 1949 栗毛                              | Daring Miss                                                       | Felicitation                      | Felicitation     |
| 母 （サラ系）アイテイグレース 1967 栃栗毛                         | 母の父*ゲイタイム Gay Time 1949 栗毛                              | Daring Miss                                                       | Venturesome                       |                  |
| 母 （サラ系）アイテイグレース 1967 栃栗毛                         | 母の母（サラ系）アイテイオー 1960 黒鹿毛                          | *ハロウェー Harroway                                              | Fairway                           | Fairway          |
| 母 （サラ系）アイテイグレース 1967 栃栗毛                         | 母の母（サラ系）アイテイオー 1960 黒鹿毛                          | *ハロウェー Harroway                                              | Rosy Legend                       |                  |
| 母 （サラ系）アイテイグレース 1967 栃栗毛                         | 母の母（サラ系）アイテイオー 1960 黒鹿毛                          | （サラ系）キタノヒカリ                                            | トサミドリ                        | トサミドリ       |
| 母 （サラ系）アイテイグレース 1967 栃栗毛                         | 母の母（サラ系）アイテイオー 1960 黒鹿毛                          | （サラ系）キタノヒカリ                                            | （サラ系）バウアーヌソル F-No.8-e |                  |

祖母アイテイオーは1963年の優駿牝馬優勝馬であり、3代母（曾祖母）キタノヒカリは朝日杯3歳ステークス優勝馬、その兄弟には朝日杯3歳ステークス、菊花賞、天皇賞（春）優勝馬キタノオー、菊花賞優勝馬キタノオーザがいる。他のサラブレッドになんら見劣りしない非常に優秀な血統であり、キタノ牧場の今井春雄も「良血と言って良いはずです。サラ系という言葉さえなければ」と語っている。